# Жерники-Дольне
Жерники-Дольне (пол. Żerniki Dolne) — село в Польщі, у гміні Стопниця Буського повіту Свентокшиського воєводства.
Населення — 203 особи (2011).
У 1975-1998 роках село належало до Келецького воєводства.

## Демографія
Демографічна структура на день 31 березня 2011 року:
|          | Загалом | Допрацездатний вік | Працездатний вік | Постпрацездатний вік |
| -------- | ------- | ------------------ | ---------------- | -------------------- |
| Чоловіки | 92      | 10                 | 63               | 19                   |
| Жінки    | 111     | 18                 | 59               | 34                   |
| Разом    | 203     | 28                 | 122              | 53                   |